# آنتونگومنا بواری
آنتونگومنا بواری (به لاتین: Antongomena Bevary) یک منطقهٔ مسکونی در ماداگاسکار است که در بخش میتسینجو واقع شده‌است. آنتونگومنا بواری ۱۳٬۰۰۰ نفر جمعیت دارد و ۷ متر بالاتر از سطح دریا واقع شده‌است.